# 莫尔莱区
莫尔莱区（法語：Arrondissement de Morlaix）是法国菲尼斯泰尔省所辖的一个区。总面积1330.6平方公里，总人口129101，人口密度97人/平方公里（2018年）。主要城镇包括莫尔莱和罗斯科夫。

## 辖区
莫尔莱区辖有59个市镇。